# パトリック・キナード (第2代キナード卿)
第2代キナード卿パトリック・キナード（英語: Patrick Kinnaird, 2nd Lord Kinnaird、1701年2月18日没）は、スコットランド貴族。

## 生涯
初代キナード卿ジョージ・キナードとマーガレット・クライトン（Margaret Crichton、1704年10月31日没、ジェームズ・クライトンの娘）の長男として生まれた。
1679年9月29日、アン・フレイザー（Anne Fraser、1661年3月12日 – 1684年10月8日埋葬、第8代ラヴァト卿ヒュー・フレイザーの娘）と結婚、3男1女をもうけた。
- ジョージ（1698年8月27日没）
- パトリック（1715年没） - 第3代キナード卿、子供あり
- チャールズ（1758年没） - 第5代キナード卿、子供なし
- アン - 1701年12月3日以降、トマス・ドラモンド（Thomas Drummond）と結婚

1689年12月29日に父が死去すると、キナード卿の爵位を継承した。
1701年2月18日に死去、次男パトリックが爵位を継承した。